# Berlingske Media
Berlingske Media A/S (tidligere Det Berlingske Officin) er en københavnsk mediekoncern, der ledes af administrerende direktør Anders Krab-Johansen, tidligere administrerende direktør for dagbladet Børsen.
Koncernen driver og ejer i dag de fire medier Berlingske, B.T., Weekendavisen og Euroinvestor.
Berlingske Media har rødder helt tilbage til 1749, hvor Ernst Henrich Berling den 3. januar udgav første nummer af Kiøbenhavnske Danske Post-Tidender, forløberen til den Berlingske, der kendes i dag.
Indtil december 2024 blev Berlingske Media ejet af af De Persgroep, der er den største mediekoncern i Belgien og Holland. Herefter overtog norske Amedia.

## Historie

### Tidslinje
Der er for få eller ingen kildehenvisninger i dette afsnit, hvilket er et problem. Du kan hjælpe ved at angive troværdige kilder til de påstande, som fremføres.

I 1765 flyttede avisen fra Store Kannikestræde til Pilestræde 34, hvor Berlingske Media stadig bor i dag.
I 1916 kom tabloidavisen B.T. på gaden.
I 1971 blev den første udgave af Weekendavisen udgivet.
I 2011 kom Radio24syv til.
I 2016 købte Berlingske Media 70% af gratisavisen Metroxpress. De resterende 30% var ejet af den Schweiziske koncern Tamedia. Avisen skiftede i 2018 navn til B.T. Metro, og i 2021 købte Berlingske Media de resterende aktier og ejer nu 100%.
I 2019 købte Berlingske Media aktiesitet Euroinvestor.dk og sagde farvel til Radio24syv.
I 2020 blev Berlingske Media medejer af Radio Loud.

## Ejerforhold
Siden 30. juni 2014 har det belgiske De Persgroep været ejer af Berlingske Media.
En stor del af aktierne i Berlingske Media var i en årrække ejet af A.P. Møller-Mærsk, Carlsberg og Danske Bank. De tre selskaber satte deres aktier til salg i 2000.
Den norske Orkla-koncern, der hidtil havde ejet en mindre del af aktierne købte dem og opnåede dermed en aktiemajoritet på 87%.
I 2006 blev Orklas medieaktiviteter overtaget af den britiske kapitalfond Mecom Group, der er noteret på London Stock Exchange. Mecom solgte 30. juni 2014 Berlingske Media samt det hollandske Wegener til den belgiske koncern De Persgroep.
Efter De Persgroeps overtagelse af Berlingske Media har koncernen valgt at fokusere på de fire hovedbrands Berlingske, B.T., Weekendavisen og Radio24syv.
I 2019 opkøbtes et femte superbrand Euroinvestor og Radio24syv er fra 1. november 2019 ikke længere en del af Berlingske Media, med undtagelse af udvalgte podcast der overgår til div brands hos Berlingske Media.

## Redaktørerklæring
Berlingske Media har som fundament for koncernens medier (Berlingske, B.T. og Weekendavisen) - Radio24syv var undtaget på grund af licensbetingelser - en erklæring, som alle ansatte redaktører underskriver ved ansættelse. Den blev for første gang nedskrevet d. 5. november 1948, og skal ifølge Berlingske Media selv et udtryk for ejernes vilje til at forsvare ytringsfriheden og sikre husets redaktører redaktionel uafhængighed.
I erklæringen påpeger ejerne vigtigheden af hurtig og pålidelig information, at yde redelig vejledning i tidens spørgsmål, at bladene er tro mod kristendommen, den nationale og demokratiske ånd, fædrelandet og kongemagten. Bladene er selvskrevet konservative, men knytter sig ikke til et politisk parti. Erklæringen fritstiller dog samtidig redaktionerne. Den bebuder også et forsvar mod ethvert angreb på ytringsfriheden, fra hvilken side den måtte komme fra.
Redaktørerklæring er som følger:
 Gennem to hundrede år har Det Berlingske Hus udgivet blade, som skulle kunne finde plads i danske hjem, bringe hurtige og pålidelige oplysninger om begivenheder i ind- og udland og yde redelig vejledning i drøftelsen af tidens spørgsmål.
I overensstemmelse med disse traditioner ledes de Berlingske blade i national og demokratisk ånd, i ærbødighed for kristendommen og i troskab mod fædreland og kongemagt.
Bladenes grundsyn er konservativt. De er ikke og bør ikke være bunden af tilslutning til noget politisk parti. Redaktionen er i enhver henseende frit stillet under værdsættelsen af det offentlige livs foreteelser, idet mådehold iagttages og god tone overholdes, ligesom der kræves redelighed og alsidighed ved oplysning af læserne.
Forudsætningen for pressens virksomhed i offentlighedens tjeneste er den for demokratiske stats- og folkesamfund gældende ytringsfrihed, og de Berlingske blades ledelse vil med alle til rådighed stående midler søge at værne denne mod angreb, fra hvilken side de måtte komme.

## Underselskaber
Udvalgte selskaber ejet af Berlingske Media. Delejerskab er Berlingske Medias ejerandel angivet i parentes.

### Landsdækkende medier
- Berlingske
- B.T.
- Weekendavisen
- Euroinvestor

### Andre selskaber
I 2024 opgav koncernen at være medejer af følgende medievirksomheder med ejerandelen i parentes: Trusted Web (51 %), Bornholms Tidende (25 %), Retriever-Infomedia (21,5 %) og DAO (17 %).

## Koncernchef
I marts 2020 var Anders Krab-Johansen koncernchef.